# Ted Dabney
Samuel Frederick Dabney, mais conhecido como Ted Dabney, (15 de maio de 1937 – 26 de maio de 2018) foi o co-fundador da Sizígia e Atari. Enquanto trabalhava na Ampex, Dabney conheceu Nolan Bushnell e juntos os dois criaram Sizígia, com o seu primeiro produto sendo o Computer Space, que foi fabricado e vendido por Nutting Associates. Depois que o circuito de vídeo que foi criado por Ted Dabney para o Computer Space, foi usado por Al Alcorn para criar o Pong com a ajuda de Dabney e Bushnell, Dabney permaneceu longe dos olhos do público após sair da Atari e de seu papel na criação do primeiro vídeo game de moedas, bem como Sizígia e Atari, ele foi, muitas vezes, omitido ou marginalizados com vários mitos ligados. Dabney apareceu no RetroGaming Roundup podcast em outubro de 2010 e contou sua história em um entrevista de duas horas.